# Euploea tristis
Euploea tristis is een vlinder uit de familie Nymphalidae. De wetenschappelijke naam van de soort is voor het eerst geldig gepubliceerd in 1886 door Arthur Gardiner Butler.